# Archivio privato
Un archivio privato è un tipo di archivio che può essere un archivio personale, vale a dire la documentazione riferita a singole persone, o archivio familiare, relativo a famiglie, oppure a enti privati, associazioni, aziende ed altre istituzioni di natura privata.

## Soggetti titolari
Alcuni soggetti che potrebbero costituire un archivio privato possono essere:
1. Soggetti privati singoli (persone fisiche e giuridiche, come le imprese individuali o gli artigiani)
2. Soggetti privati complessi:
  1. Nuclei familiari
  2. Associazioni
  3. Imprese

## Nel mondo

### Italia
Gli archivi privati in Italia godono di ampia libertà, con restrizioni solo inerenti agli interessi contabili, giuridici e amministrativi di un certo tipo di documentazione (ad esempio la conservazione decennale delle fatture). La distruzione della documentazione può dare origine solo a problemi di natura amministrativa o fiscale, che possono dare origine a richieste di pagamento o sanzioni pecuniarie. Non viene riconosciuto alcun interesse storico e in sostanza i privati sono liberi di disporre dei propri archivi anche distruggendoli.
Un'eccezione è costituita dal riconoscimento dell'interesse storico particolarmente importante, che pone l'archivio privato sotto la vigilanza della Soprintendenza archivistica pertinente e che lo equipara per la legge agli archivi pubblici (le carte vengono ad annoverarsi a pieno titolo nella categoria dei beni culturali), con doveri di tutela, conservazione e fruibilità agli studiosi.
Il privato possessore o detentore di un archivio di notevole interesse storico, rimane proprietario dell'archivio, ma deve impegnarsi per legge (Codice dei Beni Culturali del 2004, noto come "Codice Urbani") alla conservazione di esso, preservandone lo stato, la inventariazione o riordino e garantendo l'accessibilità pubblica e la consultazione da parte dello studioso, il quale ne fa domanda tramite la Soprintendenza stessa. L'archivio privato è soggetto ai medesimi obblighi del bene di proprietà dello Stato, è alienabile previa autorizzazione ma non smembrabile, né può essere portato fuori dal territorio dello Stato della Repubblica Italiana.
Il codice in materia di protezione dei dati personali (d.lgs. 30 giugno 2003, n. 196, cosiddetta legge sulla privacy), all'art.4, comma 1, lett. d), dispone che, per la consultazione dei cosiddetti “dati sensibili”, ovvero dati inerenti alle origini "etniche", idee politiche, religiose, filosofiche, ecc., sia necessario attendere un quarantennio dalla data del singolo documento, mentre per la consultazione dei cosiddetti “dati sensibilissimi”, vale a dire quelli concernenti lo stato di salute, la vita sessuale e i rapporti famigliari di tipo riservato, occorra il trascorso di un settantennio.